# Grå tandvaktel
Grå tandvaktel (Odontophorus capueira) är en fågel i familjen tofsvaktlar inom ordningen hönsfåglar. Den förekommer i låglänta skogar i östra Sydamerika. Arten tros minska i antal, men beståndet anses vara livskraftigt.

## Utseende och läte
Grå tandvaktel är en knubbig rapphönelik fågel med kort och kraftig näbb. Ögat är rött, hjässan kastanjebrun, strupen och buken grå och ryggen brun med ljusare fläckar. På huvudet syns även ett orangefärgat ögonbrynsstreck. Sången är ljudlig och snabb, ett upprepat "kloh-kloh-klohkloh".

## Utbredning och systematik
Grå tandvaktel förekommer i östra Sydamerika och behandlas antingen som monotypisk eller delas in i två underarter med följande utbredning:
- Odontophorus capueira plumbeicollis – tropiska nordöstra Brasilien (Ceará och Alagoas)
- Odontophorus capueiracapueira – tropiska östra Brasilien till östra Paraguay och nordöstra Argentina

## Levnadssätt
Grå tandvaktel hittas i låglänta skogar där den lever på marken. Den ses vanligen i smågrupper.

## Status och hot
Arten har ett stort utbredningsområde, men tros minska i antal, dock inte tillräckligt kraftigt för att den ska betraktas som hotad. Internationella naturvårdsunionen IUCN listar arten som livskraftig (LC).

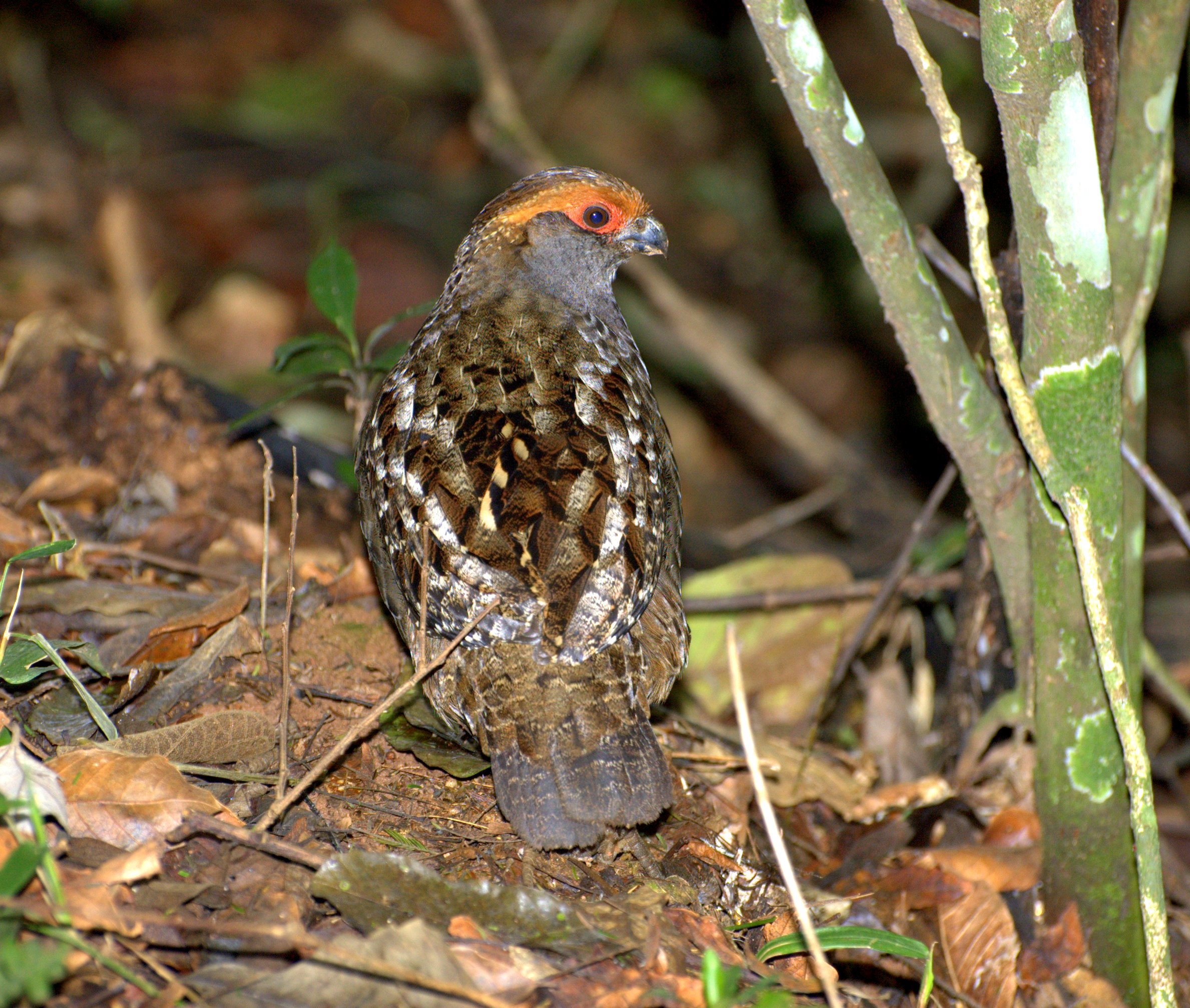
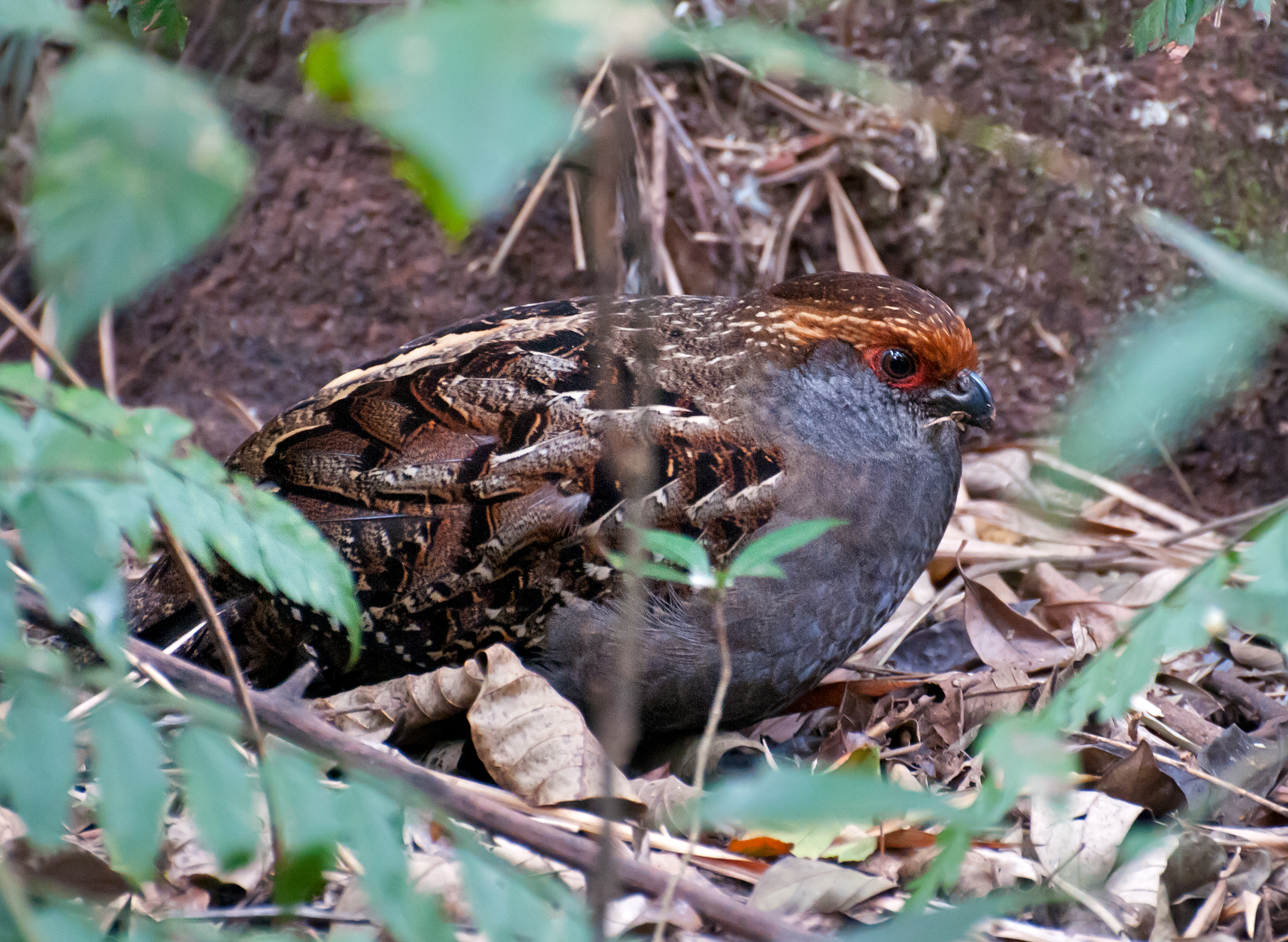
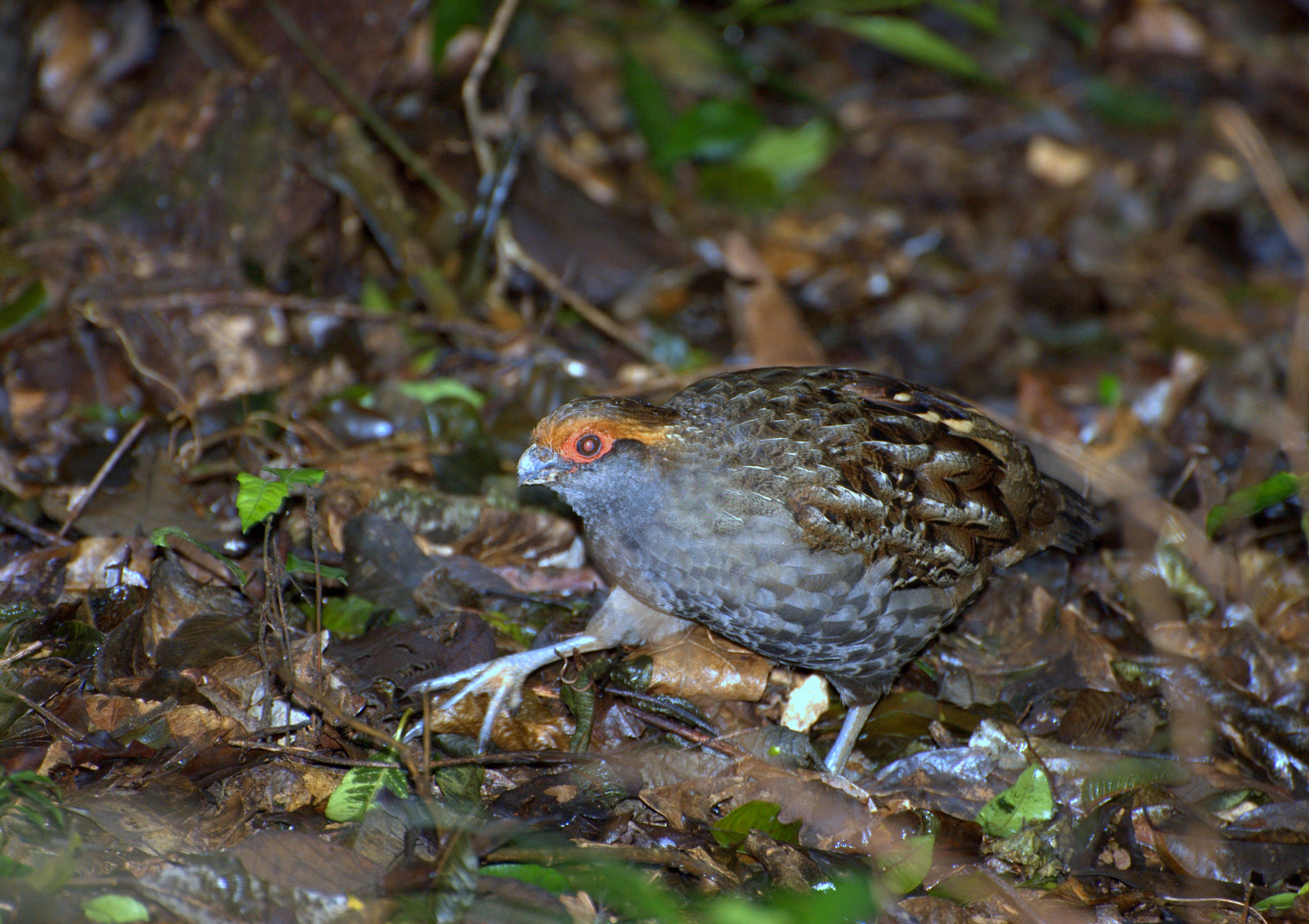